# Classe River (frégate)
Pour les autres classes de navires du même nom, voir Classe River.
La classe River est une classe de 151 frégates construites entre 1941 et 1944 et destinées à la lutte anti sous-marine dans l'escorte des convois en Atlantique du Nord.

## Histoire
La majorité des unités ont servi dans la Royal Navy et la Marine royale canadienne, les autres dans les diverses marines alliées : la Marine royale australienne, la Marine royale néerlandaise, la Marine sud-africaine et les Forces navales françaises libres (FNFL).
Dix frégates construites au Canada ont été affectées à l'United States Navy sous le nom de classe Asheville pour couvrir le manque d'escorteurs des convois américains.
Douze frégates ont été construites en Australie : le dernier, le HMAS Diamantina, fut préservé et est devenu un navire musée au Musée Maritime de Queensland à Brisbane.
Après la Seconde Guerre mondiale, beaucoup d'unités rescapées ont été transférées dans d'autres marines du monde entier et certaines ont fini comme brise-lames. Le HMCS Stormont K327 a été racheté par Aristote Onassis pour devenir un yacht de luxe, le Christina O.

## Caractéristiques
Les unités de la classe River ont été conçues par l'ingénieur naval William Reed pour avoir la même endurance et les mêmes capacités anti-sous-marines que les escorteurs de classe Black Swan. Leur construction devait être rapide et bon marché dans des chantiers navals civils : les bâtiments furent équipés de machines alternatives à vapeur plutôt que de turbines à vapeur. La technique de construction simplifiée de ces frégates a été dérivée de celle initiée lors de la construction des corvettes de classe Flower.
La coupe de la classe River a été utilisée comme base de la classe Tacoma pour la Marine des États-Unis.

## Marine nationale française
Six frégates de la classe River sont transférées à la Marine nationale française en 1944.
| Numéro | Nom               | Chantier naval                     | Lancement        | Mise en service   | Fin de service |                                              |
| K258   | Croix de Lorraine | Smiths Dock Co. à South Bank       | 8 mars 1943      | 25 septembre 1944 | 1961           | ex HMS Strule                                |
| K260   | Tonkinois         | Smiths Dock Co. à South Bank       | 27 août 1942     | 15 octobre 1944   | 1961           | ex HMS Moyola                                |
| K263   | L'Aventure        | W.Simons & Co. à Renfrew           | 30 novembre 1943 | 21 janvier 1944   | 1964           | ex HMS Braid                                 |
| K267   | L'Escarmouche     | Blyth Shipbuilding Company à Blyth | 1er juin 1943    | 3 mars 1944       | 1961           | ex HMS Frome                                 |
| K292   | La Surprise       | Blyth Shipbuilding Company à Blyth | 16 août 1943     | 6 juin 1944       | 1975           | ex HMS Torridge 1964 Yacht Al Maouna (Maroc) |
| K370   | La Découverte     | Henry Robbe Ship.Co. à Leith       | 18 juin 1943     | février 1944      | 2009           | ex HMS Windrush renommé Lucifer II en 1967   |

### Services et refontes

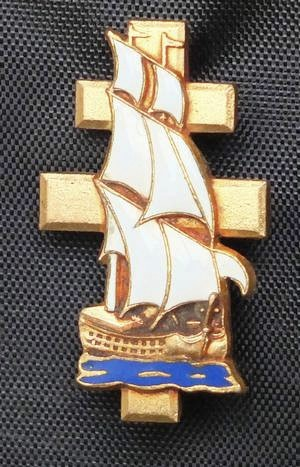
Insigne de La croix de Lorraine.

Le jour J, quatre frégates participent au débarquement sur les plages normandes : L'Escarmouche et L'Aventure à Omaha Beach, La Surprise à Gold Beach et La Découverte  à Juno Beach.

Dans les années 1948-49, les six frégates bénéficient d'une refonte de leur armement. Les deux canons anglais de 102 mm sont remplacés par deux canons allemands de 105 mm. L'armement anti-aérien est renforcé par l'ajout de deux Bofors 40 mm avec six à huit oerlikons de 20 mm.
- L'Escarmouche est affectée en Indochine jusqu'en 1960, en tant qu'escorteur de deuxième classe.
- La Surprise est vendu au Maroc en juin 1964 et transformée aux chantiers Dubigeon pour devenir le Yacht El Mounia. Celui-ci est désarmé en 1975.
- La Découverte est basée à Brest. En 1959, elle est doit rejoindre le  Cimetière des navires de Landévennec. Mais estimée encore en bon état, elle part pour Querqueville à côté de Cherbourg où elle est volontairement échouée sur une plage. Rebaptisée Lucifer II en 1967, elle sert comme école de sécurité incendie et est détruite en 2009[3],[1].
- L'Aventure est affectée aux missions d'assistance à la grande pêche dans les zones de Terre-Neuve.
- La frégate Tonkinois participe aux opérations de la guerre d'Indochine. Puis elle regagne Toulon pour être mise en réserve. Promise à la démolition, elle est réarmée pour faire campagne dans le Pacifique sous le nom La Confiance, nom de la frégate que commandait Robert Surcouf en octobre 1800, lorsqu'il prit le Kent aux Anglais. La Confiance dépend de l'Amiral commandant les Forces Maritimes du Pacifique.
- La Croix de Lorraine tourne dans le film Casabianca en 1951, simulant un patrouilleur allemand. Elle est désarmée en 1959/60.

## Navires perdus durant la Seconde Guerre mondiale
- HMS Itchen (K227) : torpillé par l'U-666 le 23 septembre 1943
- HMS Tweed (K250) : torpillé par l'U-305 le 7 janvier 1944
- HMS Lagan (K259) : torpillé par l'U-270 le 20 septembre 1943
- HMS Mourne (K261) : torpillé lar l'U-767 le 15 juin 1944
- HMS Cam (K264) : saute sur une mine en 1944
- HMS Cuckmere (K299) : torpillé par l'U-223 le 11 décembre 1943 en Algérie
- HMS Chebogue (K317) : torpillé par l'U-1227 le 4 octobre 1944
- HMS Valleyfield (K329) : torpillé par l'U-548 le 7 mai 1944
- HMS Teme (K458) : torpillé par l'U-315 le 29 mars 1945
- HMCS Magog (K673) : torpillé par l'U-1223 le 14 octobre 1944

## Dans la culture populaire
Le roman La mer cruelle et le film homonyme La Mer cruelle décrivent l'activité d'une frégate River fictive le Saltash Castle, dont le rôle est tenue par la F362 Porchester Castle.

## Sources
- (en) Cet article est partiellement ou en totalité issu de l’article de Wikipédia en anglais intitulé « River-class frigate » (voir la liste des auteurs).